# Homosexualidad y sintoísmo
La homosexualidad en el sintoísmo tiene varios períodos de aceptación y rechazo en la historia. Distinta a otras religiones, el sintoísmo es una religión muy descentralizada y carente de dogmatismos por lo que no existen en ella reglas definitivas sobre la homosexualidad. 

## La homosexualidad en la sociedad japonesa
El Shinto y la sociedad japonesa están íntimamente ligadas formándose la una a la otra. Esto, en combinación con la flexibilidad del sintoísmo, ha representado tanto la aceptación como el rechazo de la homosexualidad a través del reflejos de actitudes de la sociedad japonesa. Históricamente, la aprobación de la homosexualidad fue posible especialmente en la clase guerrera japonesa y la clase media. A través del contacto incipiente con naciones occidentales durante el siglo XIX, la sociedad japonesa adoptó la forma en que ellos veían a la homosexualidad, como algo incivilizado y que debía ser algo rechazado.